# استاگیرا (شهر باستانی)

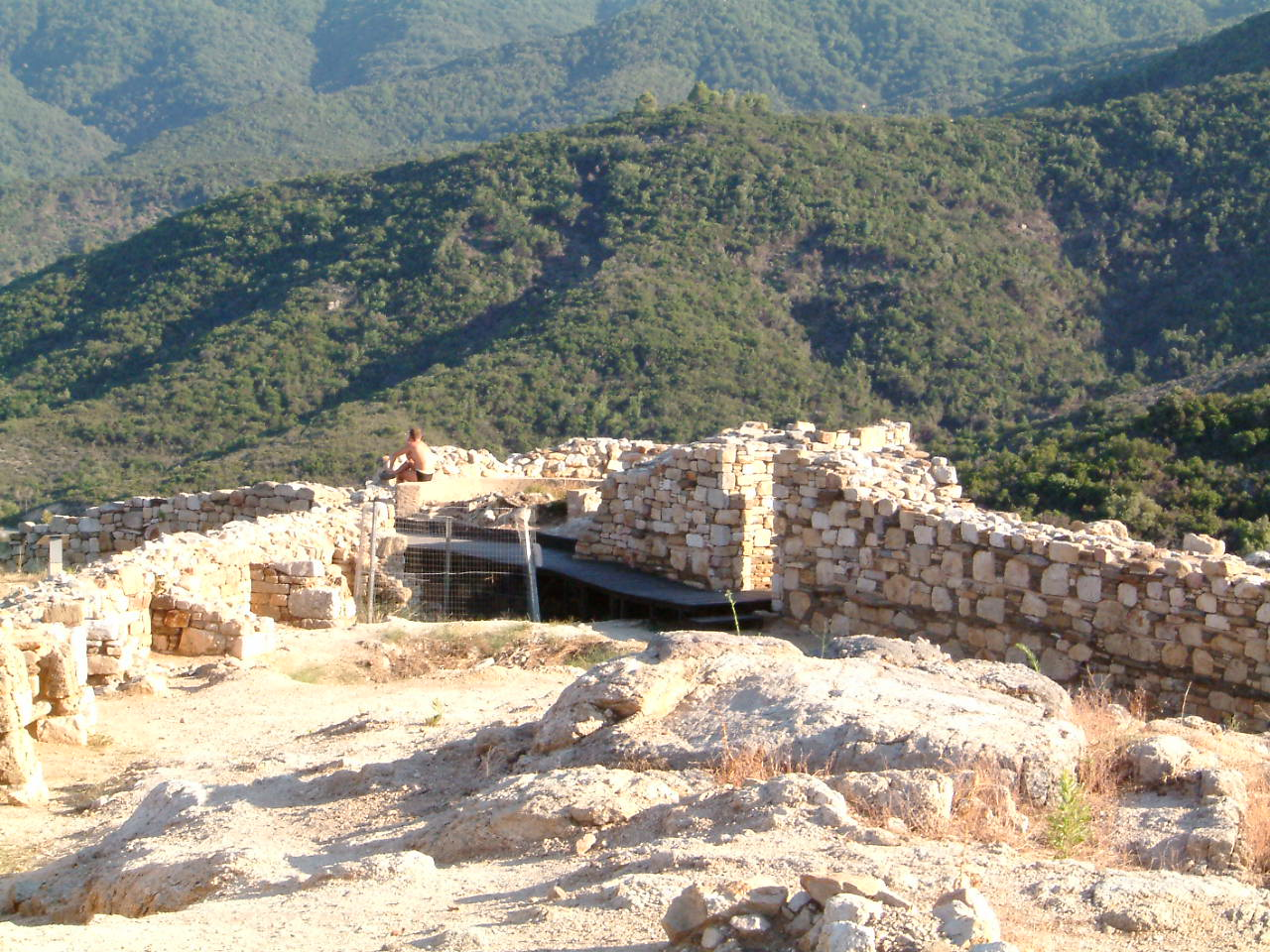
باقی‌مانده‌های دیوار شهر استاگیرا

استاغیر (به یونانی: Στάγειρα) شهری در یونان باستان واقع در شبه‌جزیره خالکیدیکه بود که عمده شهرتش به خاطر آن است که زادگاه ارسطو می‌باشد. ارسطو بحرالعلوم و فیلسوفی یونانی، شاگرد افلاطون، و آموزگار خصوصی اسکندر کبیر بود. شهر باستانی استاگیرا تقریباً در ۸ کیلومتری شمال شمال شرقی روستای امروزی استاگیرا و در نزدیکی المپیادا واقع بوده‌است.
در سال ۳۴۸ پیش از میلاد، فیلیپ دوم مقدونی شهر را اشغال و ویران کرد. اما بعداً به ازای آنکه ارسطو مربی و معلم خصوصی پسرش، اسکندر، شود، شهر را از نو ساخت و ساکنان قدیمی شهر را که به بردگی گرفته بود دوباره در آن اسکان داد.